# Vitsentzos Kornaros
Vitsentzos Kornaros (Trapezonda, Creta, 1553 – Candia, Creta 1613/1614) fue un poeta griego. Escribió el poema épico-amoroso Erotokritos, obra maestra del Renacimiento griego, y quizás el mayor logró de la literatura griega moderna.
Existen pocas fuentes biográficas escritas por él, fuera de los últimos versos del Erotokritos. Se cree que nació en el seno de una familia acomodada de Trapezonda, en las inmediaciones de Sitia, en el este de Creta, y vivió allí hasta cumplir alrededor de cuarenta años. Luego fue a vivir a Candia (hoy Heraclión), donde contrajo nupcias con Marietta Zeno. Tuvieron dos hijas, a las que llamaron Helena y Catalina.
En 1591 recibe el puesto de administrador, y durante la plaga de dos años iniciada en 1591, trabajó como supervisor de Sanidad. Su interés por la literatura le llevó a convertirse en miembro de la Accademia degli Stravaganti, fundada por su hermano y colega en las letras Andreas Kornaros. Murió en Candia sin que se haya podido esclarecer la causa, y fue enterrado en la iglesia de San Francisco.
Fue una fuente de inspiración para Dionisos Solomos (quien entre otras cosas escribió el himno nacional griego), y ejerció influencia sobre la obra de Kostis Palamas, Kostas Krystallis y Giorgos Seferis, quien fuera galardonado con el Premio Nobel.
Fue bautizado con su nombre el transbordador que conecta las islas jónicas de Citerea y Anticiterea

## Monumento

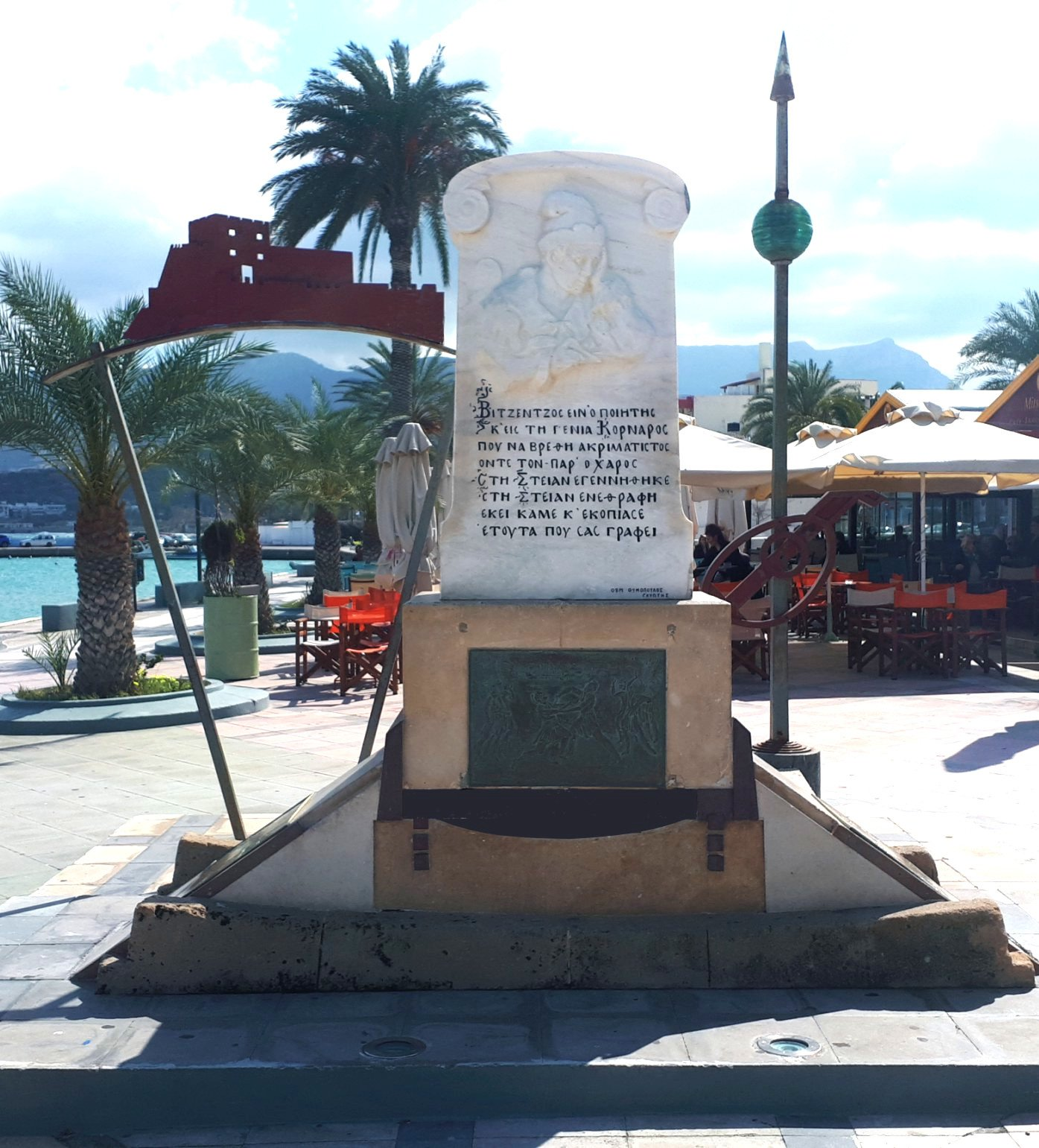
Monumento dedicado al poeta sitiano Vicenzos Cornaros

Monumento dedicado al poeta sitiano Vicenzos Cornaros, obra del escultor Thomas Thomopoulos